# Let There Be More Light
«Let There Be More Light» (с англ. — «Пусть будет больше света») — песня группы Pink Floyd в альбоме 1968 года A Saucerful of Secrets. Представлена на первой стороне LP первым по счёту треком. Автором музыки и слов песни является Роджер Уотерс. Вокальные партии были исполнены Дэвидом Гилмором и Ричардом Райтом. «Let There Be More Light» была выпущена 19 августа 1968 года в США и Японии в виде сингла (с песней «Remember a Day» на второй стороне).

## Исполнение на концертах
Музыканты группы Pink Floyd исполняли песню «Let There Be More Light» на концертах в 1968—1969 годах:
- Концертная премьера песни состоялась в Париже 20 февраля 1968 года в музыкальной программе «Bouton Rouge». Исполнение «Let There Be More Light» вместе с композициями «Astronomy Domine», «Flaming» и «Set the Controls for the Heart of the Sun» 24 февраля было показано в телеэфире каналом ORTF2[8].
- «Let There Be More Light» 11 мая исполнялась Pink Floyd на «Brighton Arts Festival» — «The Gentle Sound of Light» в Великобритании, а также во время голландского тура в этом же месяце[9] и бельгийско-голландского тура в мае-июне 1968 года[10].
- Исполнение 25 июня для радиотрансляции «In concert» в Парижском театре BBC («BBC Paris Cinema») «Let There Be More Light» стало первой записью Дэвида Гилмора на радио для BBC[5].
- 29 июня песня исполнена в Гайд-парке на фестивале «Midsummer High Weekend»[10].
- В июле-августе «Let There Be More Light» исполнялась во время североамериканского тура Pink Floyd[11].
- В сентябре-октябре концертные записи песни несколько раз показывают по французскому телевидению, включая исполнении композиции в программе «Tous en Scene», снятой 31 октября и показанной по ORTF2 26 ноября[12][13].
- В феврале-марте 1969 года «Let There Be More Light» исполнялась на концертах в Великобритании[14].

## Интересные факты
- Строчка в тексте песни «For there revealed in glowing robes was Lucy in the sky» отсылает к песне группы The Beatles «Lucy in the Sky with Diamonds».
- В одной из строчек песни упоминается Пип Картер (Pip Carter), который в разное время работал у Pink Floyd водителем[15].
- В «Let There Be More Light» имеются ссылки на Милденхолл (Mildenhall) (военно-воздушную базу США в Саффолке, Великобритания) и на Хереварда (Hereward the Wake) (предводителя англосаксов, восставших против норманнских завоевателей в XI веке)[16].

## Участники записи
- Дэвид Гилмор — гитара, вокал;
- Роджер Уотерс — бас-гитара, бэк-вокал;
- Ричард Райт — клавишные, вокал;
- Ник Мейсон — ударные;